# Операция «Тигр»

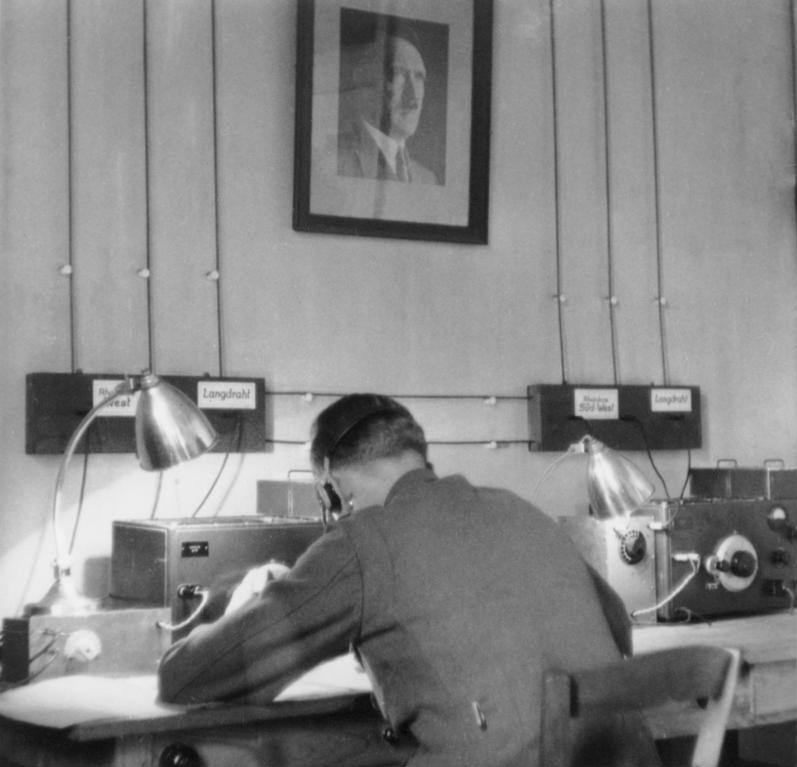
Секретная радиослужба «ОКВ АMT Аусланд/Абвер» (министерство иностранных дел/обороны)

Операция «Тигр» с августа 1941 года-1944 год — кодовое название специальной диверсионной операции спецслужб III-го рейха: военной разведки Абвер, гестапо и МИД Германии, при активном участии итальянской разведки против Англии по заброске диверсионных групп и вооружения в зону пуштунских племён и Вазиристан для поднятия антибританского народного восстания.
Операция «Тигр» завершилась поражением в 1944 году. Она стала следующей и последней — в череде специальных операций спецслужб III-го рейха в Афганистане и Британской Индии после потерпевшей провал в июле 1941 года операции «Пожиратель огня».

## История
Приближение Вермахта к Москве вызывало эйфорию у руководства III рейха. Вместе с тем, обстановка в зоне пуштунских племён накалялась. В Вазиристане, среди пуштунских племён: момандов, африди были сильные антибританские настроения. В самом же Афганистане сформировалась хорошо организованная прогерманская «пятая колонна».
Для реализации плана операции «Тигр» в МИДе III-го рейха под руководством Адам Тротт цу Зольц был сформирован «специальный подотдел» в «Отделе информации», получивший кодовое название «Рабочий кружок по Индии». Текущую деятельностью германской агентуры в Афганистане и Индии, в структуре МИД III-го рейха курировалась заместителем И. Риббентропа статс-секретарём Вильгельмом Кепплером.
Главная ставка в осуществлении операции «Тигр» Абвером отводилась подпольной организации индийских националистов, образованной Бхагатом Рамом Тальваром (агентурный псевдоним «Рахмат-хан»). Номинальным же лидером организации был Боса С.Ч.. Кодовое название организации было группа «Кирти». Важно отметить, Бхагат Рама — Рахмат-хан в первую очередь являлся индийским коммунистом и агентом Коминтерна, только во-вторую доверенным лицом Боса С.Ч.
Рахим-хан установил в Посольстве СССР в Кабуле контакт с агентами советской внешней разведки и с одобрения
руководства был вовлечён в процесс ликвидации германской разведывательной сети в Афганистане и Индии. Курирование деятельности Рахмат-хана была возложена на руководителя резидентуры советской внешней разведки СССР в Кабуле М. Аллахвердову.
Резидента Абвера по указанию К. Расмуса контакт Рахмат-хан поддерживала посредством офицера Лутца Гильхаммера, являвшегося представителем гестапо в Кабуле. После провала операции «Пожиратель огня» в иностранных посольствах стран «Оси» в Кабуле начались массовые аресты.
Поэтому миссии стран «Оси» углубили конспирацию со своей агентурой. Рахмат-хан встретился секретарём посольства Италии Адольфом Крешини, лишь спустя несколько дней с П. Кварони, который поручил Рахмат-хане расширить деятельность в зоне пуштунских племён с целью вспышки крупного антибританского восстания.
Абвер же, в лице резидентов К. Расмуса и Д. Витцеля в связи с крахом операции «Пожиратель огня» больше не доверяли итальянцам, и приступили к формированию собственную агентурной сети в зоне пуштунских племён. В первую очередь, Абвер принял решение полностью перевербовать Рахмат-хана. По их мнению он был очень ценным агентом.
В соответствии с докладом Рахмат-хана резидентам Абвера — он договорился с племенами «Моманд» в долине Хаджури и с «Усман-хейль» о взаимодействии против британской армии в Индии, а также о том, чтобы его сподвижники начали обучать пуштун племени «Вазири» основам минно-взрывного дела. Благодаря Рахмат-хану, Абвер планировал развернуть в зоне пуштунских племён активную разведывательно-диверсионную работу.
Рахмат-хан обратился к К. Расмусу с просьбой предоставить его организации оружие, однако резидент Абвера сетовал, о сложностях с его доставкой и возможностью передать лишь небольшую партию через Турцию и Иран. В связи с этим К. Расмус рекомендовал Рахмат-хану закупать оружие непосредственно в зоне пуштунских племён. Вместе с тем, К. Расмус обязался передать Рахмат-хану для его приобретения крупной суммы в иностранной валюте (в фунтах стерлингов и долларах). В июле-августе 1941 года К. Расмус передал Рахим-хану первую сумму денег  5,5 тысяч долларов США. Следующие суммы денежных средств значительно возросли.
С вводом в Иран войск союзников — СССР и Англии, активность спецслужб III-го рейха в Афганистане и зоне пуштунских племён Британской Индии значительно возросла. Во избежания повторения событий в Иране, К. Расмус и Д. Витцель начали подготовку к переброске в зону пуштунских племён германского контингента. С целью осуществления диверсионных акций против англичан, в приграничных районах Афганистана с Британской Индии с было заложено пять крупных схронов с оружием и денежными средствами.
В этот момент в Берлине начались подготовительные действия для высадки десанта в Вазиристан. В конце августа 1941 года генерал-лейтенант Абвера Харбих, руководитель «индусского легиона» встретился с Босом С.Ч. для рассмотрения возможности сброса оружия и парашютистов в северо-западных районах Индии. Индийский лидер Бос С.Ч. поддержал этот замысел.
30 августа 1941 года в германское посольство в Кабуле пришла шифрограмма из Берлина с поручением подобрать в зоне племён подходящие посадочные площадки для приземления самолётов «Кондор» (Focke-Wulf Fw 200 Condor). Утром следующего дня К. Расмус телеграфировал в Берлин о подборе такой площадки в Вазиристане — с координатами 32 градуса 58 минут восточной долготы, 69 градусов 31–32 минуты северной широты.
С целю осуществления десантной операции в Вазиристане и обеспечения снабжения по воздуху членов группы германских диверсантов, было необходимо установить надежный канал радиосвязи между зоной племён Британской Индии и Германией. Для этой цели Рахмат-хану была передана мощная радиостанция. Она должна была использоваться для контакта «зона племён — Кабул Германское посольство» и лишь в исключительных случаях с прямым выходом на Берлин.
В диверсионные группы германских парашютистов непременно должны были состоять из врача, инженера-радиста, механика, топографа, инструктора по военному делу, радиста-телеграфиста и фотографа. Требовалась схожесть членов диверсионной группы с пуштунами. К моменту высадки диверсионных групп, было необходимо начать восстания пуштунских племён.
По данным Абвера численность группировки пуштунских формирований насчитывала до 22 тысячи воинов. Боевые действия пуштунских племён против британских войск в Вазиристане в апреле 1942 года обрели ожесточённый характер. Вновь был осажен английский форт «Датта-хейль». Англичане выставили против вазиров 40-ка тысячное войско, авиацию и танки при этом им не удалось разгромить формирования лашкаров и вазиров.
Вместе с тем, успехи племенных формирований ограничиваются окружением мест концентрации английских войск, и эффективные действия не реализуемы по причине нехватки оружия и боеприпасов. В конце июля 1942 года продолжалась осада форта Датта-хель, а также осуществлялись нападения на другие британские укрепления по периметру участка индо-афганской полосы на линии Дюранда, пуштуны в Вазиристане захватили и разрушили 2 (два) британских укрепленных пункта и мост, построенный англичанами на границе Британской Индии с Афганистаном.
30 июля 1942 года 60 британских самолётов бомбили горные кишлаки Варжала и Наризай близ Хоста, что привело к большим разрушениям и человеческим жертвам. Инцидент в Хосте, Германия и Италия планировали использовать для расширения восстания пуштунских племён в приграничной полосе. К примеру, 1 августа 1942 года итальянская радиостанция «Гималаи», вещавшая на Афганистан и Индию, призывала к войне всех пуштун против Британии. Также велись ежедневные радиопередачи на языке дари из Берлина.
Осенью 1942 года на индо-афганской границе сложилась особенно сложная обстановка для Британских войск. Большую активность в борьбе с британским войсками проявляли племена вазири и моманд. Получив отказ афганского правительства в лице Премьер-министра Хашим-хана в просьбе о военной помощи, пуштуны организовали собственное производство многозарядных винтовок.
Моментом для высадки германского корпуса в зону племён был выбран захват Кавказа. Всё же поднять масштабное восстание пуштунских племён государствам «Оси», так не удалось.
Однако благодаря поддержке Германского, Итальянского и Японского правительств, в 1942 году вазирам удалось парализовать значительные силы британских войск в Вазиристане. Поражение Вермахта на Кавказе и под Сталинградом поломали план обеспечить доставку вооружения самолётами люфтваффе пуштунам Вазиристана и высадить крупный десант в полосе пуштунских племён.
Главной причиной провала операции «Тигр» в 1942 году, можно считать срыв Фашистской Германией обеспечения вооружением и боеприпасами формирований пуштунских племён, охваченных стихийными восстаниями на северо-западной границе Британской Индии.

## См.также
- Абвер
- План операции «Аманулла»
- План операции «Тибет»
- Мародёры (Абвер)
- Унион — Фаал (Абвер)
- Операция «Пожиратель огня»